# Liste des véhicules SAVIEM

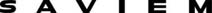
Logo de SAVIEM.

## Rappel historique
Le 23 décembre 1955, les petits constructeurs de poids lourds Latil et SOMUA fusionnent avec la division poids lourds de Renault pour fonder Saviem LRS devenu SAVIEM peu après. La marque Renault poids lourds va disparaître au profit de SAVIEM jusqu'en 1980, année où, le nom Renault réapparaît. En effet, après le veto du gouvernement français de laisser Michelin vendre au géant italien Fiat ses filiales Citroën et Berliet, tous deux au bord de la faillite, l'État français oblige Renault-Saviem à intégrer Berliet pour donner naissance à R.V.I. en octobre 1978 et finance la reprise de Citroën par Peugeot l'année suivante.
NDR : Jusqu'en 1975, la France a imposé l'utilisation des chevaux SAE contrairement à tous les pays européens qui utilisaient la norme DIN (ou CUNA en Italie qui était équivalente). Cela permettait de faire valoir des valeurs plus élevées - 100 ch DIN ☰ 112 ch SAE.

## Camionnettes et camions SAVIEM (1957-1979)
La marque SAVIEM est le résultat de la fusion, le 23 décembre 1955 des petits constructeurs Latil, Somua (Société d'outillage mécanique et d'usinage d'artillerie) et Floirat, avec la division poids lourds de Renault pour créer Saviem-LRS renommé simplement SAVIEM (Société Anonyme des Véhicules Industriels et Equipements Mécaniques), filiale de la Régie Renault. Les camions des 4 constructeurs portent depuis 1957 la marque SAVIEM. 
En 1967, Berliet en quasi-faillite, est repris par Citroën, lui-même racheté par Michelin en 1934. Michelin a négocié avec le groupe italien Fiat la reprise de ses deux filiales automobiles. Le projet est accepté par l'État français mais, en 1974, le gouvernement français oppose son veto et empêche Michelin de vendre le solde de sa participation à Fiat. Citroën et Berliet sont, une nouvelle fois au bord de la faillite. L'État français oblige Renault-Saviem à intégrer Berliet pour donner naissance à R.V.I. en octobre 1978 et finance la reprise de Citroën par Peugeot l'année suivante. Berliet va poursuivre son activité jusqu'en 1980 en produisant plusieurs de ses anciens modèles et des clones des véhicules SAVIEM.
Le 21 avril 1980, tout comme Berliet, Saviem voit son nom disparaître des modèles au profit de la marque commune RVI - Renault Véhicules Industriels.
| Modèles                              | Années    | Notes | Production                                        | Images |
| Tancarville TP.10                    | 1955-1967 | Ex Renault Fainéant rebadgé SAVIEM qui le produit à Blanville-sur-Orne. Camion courtes distances, cabine avancée, 7 tonnes de charge utile, moteur horizontal. En 1961, nouveau moteur horizontal « Fulgur » un peu plus nerveux. Tancarville TP.10 fabriqué jusqu'en 1967.                                                               |                                                   |        |
| Mondragon                            | 1955-1963 | Ex Renault Fainéant rebadgé SAVIEM, camion courtes distances, cabine avancée, 5 tonnes de charge utile, moteur horizontal. En 1961, nouveau moteur horizontal « Fulgur » un peu plus nerveux. |                                                   |        |
| JL 19                                | 1956-1958 | Ex SOMUA JL 19 d'octobre 1955, cabine avancée. Rebadgé SAVIEM JL 19 en 1956 et remplacé par le Saviem JL 20 en 1958, descendant direct qui en reprend toute la partie mécanique. | 1 257 ex y/c SOMUA JL 19                          |        |
| JL 20 / JL 21 / JL 23 / JL 25        | 1958-1964 | JL 19 avec moteur américain Lanova (150 ch SAE). Moteur Henschel (204 ch SAE) à partir de 1962. |                                                   |        |
| JL 29A                               | 1964-1968 | JL 20 de 17,5t de PTAC avec moteur diesel six cylindres Somua "Fulgur" (type F646) de 6,84 L et de 150 ch à 2 500 tr/min. |                                                   |        |
| S5 / S6 / S7 / S8 / S9               | 1964-1967 | Série de camions moyen tonnage (8 à 14,8 tonnes PTAC) avec cabine avancée type 812 des Super Goélette et Super Galion (sauf S9). Moteurs diesel Perkins type 6.354 de 5 800 cm3 (124 ch SAE) et Somua "Fulgur" F.646 de 6,8 litres (150 ch SAE).                                                                                          |                                                   |        |
| JM (1 & 2)                           | 1964-1968 | JL 19 avec moteur MAN 6 cylindres de 10 litres (210 ch SAE). Configuration 4x2 et 6x2 à la française (2 essieux jumelés à l'arrière). |                                                   |        |
| SM5 / SM6 / SM7                      | 1967-1975 | Série de camions moyen tonnage (8 à 12 tonnes PTAC) avec cabine avancée type 812 des Super Goélette et Super Galion. Moteurs diesel MAN type 597/797 & 798 de 5 270-5 490 cm3 (135/145/170 ch SAE). |                                                   |        |
| SM8                                  | 1967-1980 | Camion militaire tactique, version 4x4 de la Série SM. 1.200 kg de charge utile pour 10 tonnes de PTAC. Moteur diesel MAN type 597 de 5 270 cm3 (135 ch SAE). Rebadgé Renault SM8 4x4 (1980-86) puis Renault TRM 4000 (1986-1989). Remplace l'antique Simca Cargo de 1955 dans le parc de l'armée française.                              | 8 806 ex (Tous modèles confondus)                 |        |
| SMH Saviem MAN Hauber                | 1967-1978 | Gamme de camions de chantier MAN 4x2, 4x4, 6x4 à capot importés et rebadgés Saviem. |                                                   |        |
| SM Europe                            | 1968-1977 | Camion moyen/lourd. Cabine avancée "Europe" (Type 860) et moteurs de l'allemand MAN. Versions SM 10/12/170 moteur MAN 7,6 litres (165 ch SAE) - SM 200 moteur MAN (210 ch SAE) - SM 240 & 280 moteur MAN 2156 turbo 10,7 litres (235/275 ch SAE) - SM 300 & 340 V8 moteur MAN V8 14,9 litres (304 ch). Clone du MAN F8.                   |                                                   |        |
| TP3                                  | 1970-1980 | Version 4x4 militaire et civile du Super Goélette SG2, 1.200 kg de charge utile. Moteur essence Renault Etendard 671 2,6 litres (72 ch SAE) ou diesel MAN type 712 de 3 319 cm3 (72 ch DIN). Renommé Renault V.I. TRM 1200 en 1980. | 10 836 ex Tous modèles SAVIEM & Renault confondus |        |
| Super Goélette SG1 / SG2 / SG3 / SB2 | 1971-1980 | Petit utilitaire léger, ex Renault Super Goélette rebadgé SAVIEM. Cabine avancée entièrement en acier des Renault S7/S8/S9 de 1964, 1.200 à 1.400 kg de charge utile, moteurs essence Renault Etendard 580 ou 671 2,1/2,6 litres (65/75 ch SAE) ou diesel MAN type 712 de 3 319 cm3 (72 ch DIN). Rebadgé Renault V.I. en 1980.            |                                                   |        |
| Super Galion SG4 / SG5               | 1971-1980 | Petit utilitaire léger ex Renault Super Galion rebadgé SAVIEM, cabine avancée entièrement en acier des Renault S7/S8/S9 de 1964, 2.500 kg de charge utile. Moteur essence Renault Etendard 671 2,6 litres (72 ch SAE) ou diesel MAN type 712 de 3 319 cm3 (72 ch DIN). Rebadgé Renault V.I. en 1980.                                      |                                                   |        |
| Série J                              | 1975-1980 | Série de camions de moyen tonnage (7,5 à 13 tonnes), issu de la coopération du Club des Quatre. Moteur essence Renault Etendard 671 2,6 litres (72 ch SAE) ou diesel MAN type 712 de 3 319 cm3 (72 ch DIN). Renommé Renault V.I. en 1980. La cabine va être utilisée pendant 25 ans par Saviem et Renault, jusqu'au Midliner (1979-1999). | 10 836 ex Tous modèles SAVIEM & Renault confondus |        |
| PS 30                                | 1977-1979 | Camion lourd longues distances, version actualisée du SM Europe 280/340, moteur 6 cylindres turbo MAN 11,4 litres (310 ch SAE = 280 ch DIN). 1er camion à arborer SAVIEM en grosses lettres au milieu avec un énorme logo Renault à droite, sur la large calandre en plastique noir.                                                      |                                                   |        |
| Série H                              | 1978-1980 | Série de camions moyens/lourds 4x2 et 6x4 (14 à 26 tonnes), porteurs (HM) et tracteurs (HB), équipés de la cabine Club des Quatre longue type 875. Moteurs diesel Berliet type MID 06.20.30 de 3 319 cm3 (185 ch SAE) ou MAN R5 (186 ch DIN) & R6 (220 ch DIN). Aussi appelé Berliet GRH. Remplacé par le Renault gamme G en 1980.        |                                                   |        |
| PX                                   | 1978-1979 | Camions lourds, jumeaux des Berliet TR. Le TR 280 de Berliet devient Saviem PX 28, le TR 305/PX 30 & TR 350/PX 40. |                                                   |        |

## Autobus SAVIEM (1957-1979)
À peine créée, SAVIEM rachète la carrosserie Chausson en 1959, avec qui Renault puis SAVIEM ont beaucoup travaillé.
Le 21 avril 1980, tout comme Berliet, Saviem voit son nom disparaître des modèles au profit de la marque commune RVI - Renault Véhicules Industriels.
| Modèles        | Années      | Notes | Production                                            | Images |
| SG.220         | 1978-1983   | Autobus articulé tracteur (18 m) MAN SG 220 importé en France et rebadgé SAVIEM. Moteur 6 cylindres MAN D-2566-MUM (250 ch SAE) placé à l'avant. | 300 ex                                                |        |
| SC.10 UM       | 1974 - 1980 | Autobus "standard unifié français" 29 places assises + 67 debout. Moteur MAN 846 6 cylindres (160 ch SAE à 2.500 tr/min) placé sous le siège du conducteur. Le SC.10 U, comme le SC.10 est très instable sur sol mouillé ou enneigé à cause des roues arrière simples. Renommé Renault SC.10R en 1980.                                | 7 004 ex SC 10 U & SC 10 cumulés dont 10 ex. exportés |        |
| SC.10          | 1964 - 1975 | Autobus "standard unifié français" 100 passagers (27 assis. Moteur MAN D0836HM 6 cylindres (150 ch SAE à 2.500 tr/min) placé sous le siège du conducteur. 1er autobus français équipé d'un pare-brise cylindro-cyclique. Le SC.10 est très instable sur sol mouillé ou enneigé à cause des roues arrière simples. Remplacé par SC10U. | 7 004 ex SC 10 & SC 10 U cumulés dont 10 ex. exportés |        |
| S 105          | 1964-1980   | Autobus urbain et banlieue, simple modernisation de l'antique Renault R.4190 avec remodelage des faces avant et arrière. À l’avant, les phares deviennent rectangulaires, la calandre plus large déborde sur les flancs. | 2 352 ex Tous modèles SAVIEM & Renault confondus      |        |
| SC4            | 1961-1964   | Simple évolution du Chausson APVR, version urbaine du SC3. Rebadgé Saviem après l’absorption de Chausson. | 20 ex                                                 |        |
| SC2            | 1960-1964   | Version urbaine de l'autocar SC.1, | ± 650 ex                                              |        |
| UI 20          | 1958-1959   | Autobus né Isobloc 655 DHU et rebadgé Saviem UI 20 en 1958 après le rachat d'Isobloc par SAVIEM. | 20 ex (modèles Isobloc et SAVIEM cumulés)             |        |
| ZR 20          | 1957-1960   | Simple évolution du R.4211. |                                                       |        |
| Trolleybus VBC | 1955-1965   | Modèles Vetra sur châssis Chausson AP52/APU/SC4 | 16 ex                                                 |        |
| APU            | 1953-1964   | Autobus construit par la Chausson intégrée dans SAVIEM en 1959. |                                                       |        |
| AP 2/3 APH 47  | 1964-1980   | Autobus urbain (65 passagers) et banlieue, simple modernisation du SC1 avec remodelage des faces avant et arrière de l'ancien autocar. A l’avant, les phares deviennent rectangulaires, la calandre est plus large et déborde sur les flancs. Moteur diesel 4 cylindres Panhard 4HL (85 ch SAE).                                      | 2 352 ex (modèles SAVIEM et Renault cumulés)          |        |
| AP1            | 1942-1964   | Autobus construit par la Chausson intégrée dans SAVIEM en 1959. |                                                       |        |

## Autocars SAVIEM (1957-1979)
Le 21 avril 1980, tout comme Berliet, Saviem voit son nom disparaître des modèles au profit de la marque commune RVI - Renault Véhicules Industriels.
| Modèles             | Années    | Notes | Production                                                   | Images |
| E7                  | 1969-1979 | Autocar de ligne, interurbain et de tourisme, rebadgé Renault en 1980, remplacé par le FR1. | 3 496 ex Tous modèles SAVIEM & Renault confondus (1969-1983) |        |
| S 45 GT - Excursion | 1966-1980 | Autocar de tourisme, version GT du S 45, rebadgé Renault S 45R GT de 1980 à 1983, remplacé par le FR1. |                                                              |        |
| S 45 / S 53         | 1964-1980 | Autocars de ligne et tourisme, ultime évolution de l'antique Renault R4190 avec quelques retouches esthétiques des faces avant et arrière. Renommés Renault S 45R & S 53R à partir de 1980. Moteur Renault essence (150 ch SAE) ou MAN diesel (165 ch SAE) | ± 370 000 ex Modèles SAVIEM & Renault confondus (1964-1993)  |        |
| SC.5                | 1961-1970 | Autocar classe midi (36+1 places). Moteur 6 cylindres Perkins placé à l'avant (126 ch SAE). | 1 665 ex                                                     |        |
| SC.3                | 1961-1965 | Autocar Ex Chausson AP522, 45 places. Moteur 4 cylindres Panhard 4HL (100 ch SAE), rebadgé Saviem après l’absorption de Chausson. | 70 ex                                                        |        |
| SC.4445             | 1960-1964 | Version militaire du SC.1, évolution du R.4192. Moteur essence 672-3 (120 ch SAE). | 300 ex                                                       |        |
| SC.1                | 1960-1964 | Simple évolution du R.4192. Moteur Renault 578 diesel "Fainéant" 6 cylindres horizontaux (120 ch SAE) - 45 places. | 2 150 ex                                                     |        |
| ZR 20               | 1958-1960 | Autocar de ligne interurbaine et de tourisme, simple évolution du R.4192. |                                                              |        |
| R.4192              | 1955-1957 | Autocar interurbain et de tourisme R.4191 équipé du moteur R.572 (120 ch SAE à 2.400 tr/min). R.4192 1955-1957 Renault R4190 sous la marque Saviem à partir de 1955.                                                                                       |                                                              |        |

## Autobus & autocars Chausson (1942-1959)
Chausson a produit des autocars et autobus de 1942 à 1959, date à laquelle la société a été intégrée dans SAVIEM. Les caisses étaient transférées chez SAVIEM à Annonay qui traitait les finitions et la distribution dans son réseau de vente. Les véhicules portaient la marque Chausson en grand et SAVIEM en petit, sur la face avant, et l'inverse à l'arrière.
Chausson a produit environ 16 000, tous modèles confondus entre 1942 et 1964. En juillet 1959, Chausson est absorbé par SAVIEM, né de la fusion de Latil, Renault et SOMUA. En 1961, les modèles Chausson APH et APV sont renommés SAVIEM SC.3 (autocar) et SC.4 (autobus). Début 1965 les derniers SC.3 et SC.4 sortent de l'usine d’Annonay en Ardèche.
Voir article détaillé : Les autobus Chausson APE - AH & APH dits "nez de cochon" - Mes Années 50 - Les autobus de Toulon (1930-65) © Roland Le Corff - Page créée le 02/02/2005  - Version du 13/03/2021
| Modèles                       | Années      | Notes | Production                                                  | Images |
| AP1                           | 1942-1944   | 1er autocar construit par Chausson. Moteur essence Panhard de 80 ch ou gazogène. Remplacé par l'AP2. | 15 ex                                                       |        |
| AP2                           | 1945-1946   | Autocar à cabine avancée 45 places assises + 10 strapontins. Surnommé "nez de cochon" avec l'excroissance au droit du radiateur pour couvrir le moteur essence 6 cylindres Hotchkiss 6L6 (105 ch SAE) ou Panhard 4HL (85 ch SAE). Châssis remplacé par une caisse-poutre métallique (tôles embouties et soudées). Portes pliantes commandées par air comprimé. Hauteur du pavillon faible et garde au sol très élevée.                                                               | 63 ex                                                       |        |
| AP3 / AP47 AH47 / APH / ABH47 | 1946 - 1949 | Autocar qui a fait connaître la marque Chausson. Version améliorée de l'AP2 renommé AP47 en mars 1947. Conserve le surnom "nez de cochon" avec l'excroissance au droit du radiateur. Moteur essence 6 cylindres Hotchkiss 6L6 (105 ch SAE) ou diesel 4 cylindres Panhard 4HL 5,7 litres (85 ch SAE). Remplacé par l'AP48. | 2 856 ex Tous modèles "nez de cochon" confondus (1946-1950) |        |
| APH1 / APH2 / ABH             | 1946-1951   | APH renommé APH 1 avec moteur Panhard 4HL (85 ch) et APH 2 avec moteur Panhard de 6,8 litres (110 ch SAE). L'ABH est équipé d'un moteur américain BUDA 6 cylindres diesel (80 ch). |                                                             |        |
| AP48 / ASH                    | 1948-1952   | Autocar successeur de l'AP3 / APH et corrige la plupart de ses défauts. Variante ASH équipée d'un moteur 6 cylindres Somua D615H de 150 ch SAE. 1er châssis motorisé livré à des carrossiers extérieurs. | 2 450 ex                                                    |        |
| ANH                           | 1951-1956   | Autocar de tourisme. S'inspire du style américain de l’époque avec quelques innovations : faces avant et arrière identiques, portes pneumatiques louvoyantes, grands coffres latéraux. L’ANH a souffert de défauts importants, visibilité vers l’avant réduite avec les deux petits pare-brise séparés par un montant central très gênant et ennuis mécaniques récurrents : motorisation trop faible, mauvais refroidissement, etc. Moteur 6 cyl. Hispano-Suiza DWXLDF (138 ch SAE). | 182 ex                                                      |        |
| AP52 / 521                    | 1952-1956   | Autocar avec calandre plate sans "nez de cochon", renommé AP521 en 1953 et remplacé par l'AP522 en 1956. | ± 3 000 ex                                                  |        |
| APU53                         | 1954-1955   | Version autobus de l'AP521 conçue pour l'exploitation par deux agents. Moteur Hispano-Suiza DWXLD. Remplacé par l'APV en février 1956. | ± 350 ex                                                    |        |
| AP522                         | 1956-1959   | Autocar successeur de l'AP521 reprenant les mêmes moteurs Hotchkiss, Panhard & Somua. Augmentation de 18 cm de la hauteur du pavillon. Renommé Saviem SC3 en 1960. | 2 262 ex                                                    |        |
| APV                           | 1956-1959   | Variante autobus de l'AP522, successeur de l'APU avec augmentation de 18 cm de la hauteur du pavillon. Renommé Saviem SC4 en 1960. | 738 ex                                                      |        |
| ANG                           | 1957-1959   | Autocar de tourisme remplace l'ANH et adopte un pare-brise panoramique sans montants intermédiaires. Moteur 6 cyl. Hispano-Suiza HS102 (150 ch SAE), couché sous le plancher mais délicat. Remplacé par les SAVIEM SC1. | 290 ex (modèles ANG & ANS cumulés)                          |        |
| ANS                           | 1958-1959   | Autocar de ligne, version dépouillée de l'ANG. Moteur 6 cyl. Hispano-Suiza HS 102 (150 ch SAE) couché sous le plancher mais délicat. Remplacé par les SAVIEM SC1. | 290 ex (modèles ANG & ANS cumulés)                          |        |
| SC1                           | 1960-1964   | Autocar SC1 "Saviem-Chausson type 1", dernière évolution de l'ancien Renault R.4190 de 1949, succède au SC3. Moteur Somua vertical ou horizontal (130 ch SAE). | 2 150 ex                                                    |        |
| SC2                           | 1960-1964   | Autobus "Saviem-Chausson type 2", version urbaine de l'autocar SC1, simple évolution du R.4192. Moteur Renault 578 diesel "Fainéant" 6 cylindres horizontaux (120 ch SAE) - 45 places | 650 ex                                                      |        |
| SC4                           | 1960-1965   | Autobus "Saviem-Chausson type 4", version urbaine du SC.3, ex Chausson AP52, rebadgé Saviem après l’absorption de Chausson. Remplace l'APV. Moteur Panhard diesel 4 HL 100 CV ou 150 CV vertical (130 ch SAE). | 20 ex                                                       |        |
| SC3                           | 1961-1964   | Autocar SC3 "Saviem-Chausson type 3" remplace l'APH522 après l'intégration de Chausson dans Saviem. Remplacé par le SC10. Moteur Somua "Fulgur" vertical ou horizontal (130 ch SAE). | 90 ex                                                       |        |
| SC.6                          | 1962-1970   | Autobus classe midi (60 passagers), version urbaine du SC.5. Moteur 6 cylindres Perkins 6,3 litres, placé à l'avant (126 ch SAE). | 362 ex                                                      |        |
| APH.A                         | 1964-1965   | Autobus (82 passagers), évolution de l'APV, créé spécifiquement pour la SGTE de Grenoble (3 ex) et l'ELRT de Roubaix Tourcoing (9 ex). Moteur diesel Panhard Type 4 HL 3 vertical à l'avant (110 ch SAE). | 12 ex                                                       |        |
| SC4B                          | 1964-1965   | Autobus "Saviem-Chausson type 48", créé spécifiquement pour la CTS de Strasbourg en 1964 qui comporte un très disgracieux "nez de cochon". Moteur diesel Panhard Type 4 HL 3 vertical à l'avant (110 ch SAE). | 8 ex                                                        |        |